# Єрдово
Є́рдово (рос. Ердово, чув. Юртукасси) — присілок у складі Чебоксарського району Чувашії, Росія. Входить до складу Атлашевського сільського поселення.
Населення — 214 осіб (2010; 172 у 2002).
Національний склад:
- чуваші — 92 %